# Miguel Morel
Miguel (Michele) Morel (Rorá, Italia, 24 de enero de 1819 - Uruguay, 6 de febrero de 1882) fue un pastor valdense, uno de los primeros y más motivados promotores de la emigración valdense hacia América del Sur desde los Valles Valdenses, siendo el primer pastor de Colonia Valdense (Uruguay).

## Biografía
Era hijo de Daniel y Mary Jean Tron. Después de completar sus estudios en los valles valdenses, se trasladó primero a Ginebra y luego a Lausana para realizar estudios teológicos. Consagrado pastor en diciembre de 1844, fue pastor durante tres años en (1848-1850 Rodoretto) y más tarde por diez años en su Rorá natal (1850-1859).
En 1847 se casó con Vittorina Jourdan, con la que tuvo cinco hijos: Ernesto (1848), Lucila (1849), Emma (1856), Clara (1859) y Jenny, nacida en octubre de 1860 en América del Sur.
Fue uno de los pocos pastores que apoyaron desde el principio la emigración valdense a América del Sur, vista como una oportunidad para la gente que vivía en los Valles Valdenses en situación de extrema pobreza. Se contactó con un cierto Le Long, enviado por el gobierno argentino, después de leer un artículo en 1855 en el "Diario de la gente", que promovía el envío de colonos para cultivar las tierras de América del Sur. Se informó de las condiciones previas (anticipaban el boleto, además de semillas, el ganado, una porción de terreno y una casa). Entonces comenzó una campaña a favor de la emigración, recogiendo sumas de dinero para ser entregadas al agente como garantía. Sin embargo, se encontró con una fuerte oposición y el proyecto fracasó, lo que le obligó a devolver el dinero recaudado.
Gracias a la intervención del reverendo metodista inglés Frederick Henry Nieve Pendleton, que recaudó fondos y lanzó un llamado para la salida, el pastor Morel pudo partir hacia el continente americano para la guía espiritual de la nueva colonia valdense implantada en Uruguay, que se encontraba sin pastor (1869).
Embarcado el 25 de enero de 1860 con su anciano padre, su esposa y sus cuatro hijos, desembarcó en Montevideo el 26 de abril de ese año. Desde allí partió hacia la colonia del Rosario Oriental, junto con el vicepresidente de la Sociedad Agrícola Oriental de la región, y llegó a La Paz el 6 de mayo. Fue recibido con entusiasmo por el pueblo y por Jean Pierre Baridon, que hasta entonces había sido el líder espiritual de la comunidad y había solicitado repetidamente el envío de un pastor.
Morel se puso a trabajar en la organización de la comunidad, el Consistorio, los cultos, el catecismo y las escuelas dominicales, tratando de imponer disciplina y un estilo de vida ordenado y honesto. El 15 de septiembre, la colonia se convirtió en un pueblo reconocido por el gobierno, formado por 34 familias (182 personas), en continuo aumento a causa de la alta inmigración. En marzo de 1861 se abrió la Escuela Valdense, con 46 estudiantes.
Morel encontró pronto grandes dificultades a raíz de la disputa con Baridon, con el director de la colonia y otros colonos influyentes; el mismo Pendleton se puso del lado de la oposición, lo que contribuyó al clima de desconfianza y tensión, pues Morel tampoco contaba con el de apoyo oficial de la junta (Tavola Valdese).
La manzana de la discordia fue el lugar en el que construir el templo: algunos (incluyendo a Morel) querían que se construyera en La Paz, lugar marginal de la colonia, pero la mayoría prefería un lugar más céntrico. Morel dijo que las autoridades gubernamentales habían autorizado la edificación tan solo en La Paz. Pendleton no aceptó este hecho y recaudó dinero para comprar un terreno y construir el templo y la escuela. Desde entonces, el gobierno dio un permiso oficial, Morel fue acusado de engaño y de haber obtenido la chacra de su propiedad de la Sociedad Agrícola, a cambio de la construcción del templo.
La situación se puso aún más tensa cuando Pendleton, que hasta entonces había proporcionado el salario del pastor, dijo que los fondos eran escasos: los colonos se comprometieron a cubrir los gastos de acuerdo con las posibilidades de cada uno, pero la disputa sobre el templo fue empeorando, y parte de los colonos se negaron a pagar. Entonces Morel recurrió a una medida sin precedentes en la historia valdense: la introducción de una tarifa para cada bautismo, boda o funeral celebrado por él.
Para hacer la paz en la comunidad, el moderador Pedro Lantaret fue allí en el verano de 1869, señalando entre otras cosas que la mala salud de Morel le impedía celebrar cultos con regularidad, por lo que decidió construir un segundo templo y que Morel renunciara pidiendo la jubilación a partir de septiembre de 1870.
Después fue reemplazado por el reverendo Jean Pierre Michelin Salomon, pero no se quedó mucho tiempo en la comunidad, yéndose junto con algunas familias de la Colonia Valdense a los EE. UU. en febrero de 1875. La comunidad se quedó sin pastor durante unos años, hasta la llegada de John Daniel Armand Ugon en noviembre de 1877, quien logró restaurar la armonía.
Duramente probado por las contrariedades, los problemas de subsistencia, el clima desfavorable que había minado su salud, ya precaria antes de la salida de Italia, Morel no pudo regresar a su país, a pesar de quererlo. En la colonia era dueño de una pequeña granja donde trabajaban también los hijos; en cambio, en Italia ya no tenían bienes. Los últimos años de su vida se vieron empañados por la muerte de tres hijos (el único varón en 1873, una hija en 1876 y la hija menor, Jenny, en 1877), pero a pesar de esto y de los problemas de salud, continuó presidiendo algunos cultos en La Paz. Murió el 6 de febrero de 1882.

## Publicaciones
- M. MOREL, Lettre aux vaudois sur la souveraineté des eglises, Pinerolo, Imprimerie de Paul Ghighetti, 1848.